# Joe Keaton

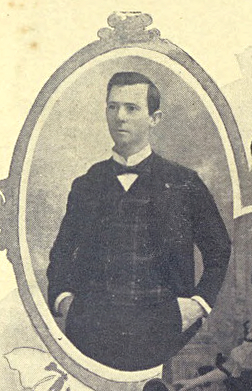
Joe Keaton (frühe 1900er-Jahre)

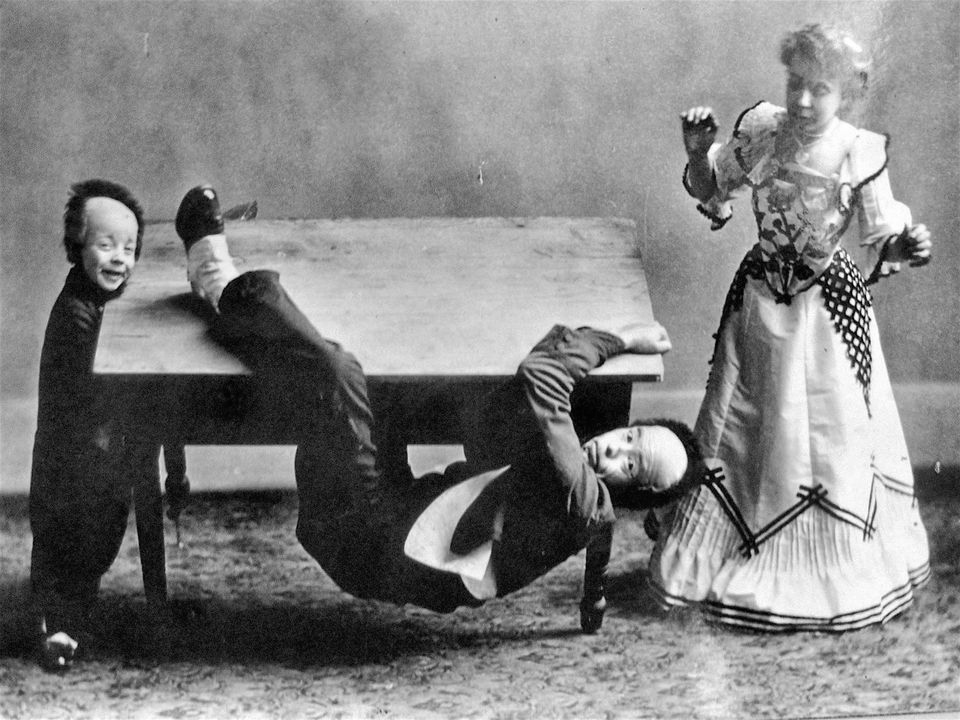
Buster, Joe und Myra als The Three Keatons

Joseph Hallie „Joe“ Keaton (* 6. Juli 1867 in Terre Haute, Indiana; † 13. Januar 1946 in Ventura County, Kalifornien) war ein US-amerikanischer Vaudevilledarsteller und Akrobat. Er ist heute vor allem als Vater von Buster Keaton bekannt.

## Leben
Geboren als Sohn eines Müllers wurde Joseph Keaton gemäß einer Familientradition nach seinem Vater und Großvater benannt.
Er versuchte sich in Zeiten des Goldrausches erfolglos als Goldsucher und kam schließlich als talentierter Tänzer und Akrobat bei der Cutler-Byrant Medicine Show unter. Dort lernte er seine zukünftige Frau, Myra Edith Cutler, 17-jährige Tochter eines der Besitzer, kennen. Den Ablauf dieser Shows beschrieb er später folgendermaßen: „Zwischen den Akten verkauften wir Patent-Medizin, die garantiert alles heilte und allem vorbeugte […].“ Als beide 1895 mit der Mohawk Medicine Show in Piqua unterwegs waren, wurde ihr erster Sohn geboren. Bis 1899 waren Joe und Myra mit wechselnden Medicine Shows unterwegs, unter anderem mit Harry Houdini, ehe sie in New York ihr Glück auf der Vaudeville-Bühne versuchten.
Joe Keaton begann seinen erstgeborenen Sohn Joseph Frank im Alter von drei Jahren mit auf die Bühne zu nehmen. Dieser zeigte sich äußerst widerstandsfähig: Weil ihm Stürze und Ähnliches kaum etwas auszumachen schienen, bekam er den Spitznamen „Buster“. Mit dem talentierten Sohn auf der Bühne wurden die Vaudeville-Nummern von Joe und Myra Keaton ein großer Erfolg. Er kreierte mit der Familie burleske Akrobatiknummern, in der die Grundsituation, nämlich die harsche Erziehung des Kindes, immer wieder variiert wurde. Joe wurde Vater zwei weiterer Kinder, Harry und Louise. Da Kinder- und Jugendschutzorganisationen ein strenges Auge auf ihn und Buster hatten – und er Anklagen wegen Kindesmissbrauchs nur mühsam umging – kamen Harry und Louise nicht mit auf die Bühne. Buster bestritt zeit seines Lebens, von seinem Vater für die gemeinsamen Auftritte missbraucht worden zu sein.
Probleme mit der Kinderschutzorganisation und mit dem Bühnenmanager Martin Beck verstärkten seine Alkoholsucht. Der Abgang Busters brachte 1917 das Ende der Familiennummer. Nachdem Buster 1920 ein eigenes Filmstudio hatte, trat Joe immer wieder in dessen Kurzfilmen auf. Auch in den späteren Langfilmen seines Sohnes, wie Verflixte Gastfreundschaft, Sherlock, jr. und Der General, ist er in Nebenrollen zu sehen.
Joe starb 1946 im Alter von 78 Jahren, nachdem er von einem Auto angefahren worden war. Sein Grab befindet sich auf dem Inglewood Park Cemetery.

## Filmografie
- 1917: A Country Hero (Kurzfilm)
- 1918: Out West (Kurzfilm)
- 1918: The Bell Boy (Kurzfilm)
- 1918: Good Night, Nurse! (Kurzfilm)
- 1920: Buster Keaton als Sträfling (Convict 13, Kurzfilm)
- 1920: Buster Keatons Trauung mit Hindernissen (The Scarecrow, Kurzfilm)
- 1920: Nachbarschaft im Klinch (Neighbors, Kurzfilm)
- 1921: Die Ziege (The Goat, Kurzfilm)
- 1922: Das vollelektrische Haus (The Electric House, Kurzfilm)
- 1922: Day Dreams (Kurzfilm)
- 1923: Verflixte Gastfreundschaft (Our Hospitality)
- 1924: Sherlock, jr. (Sherlock, Jr.)
- 1925: Der Cowboy (Go West)
- 1926: Der General (The General)
- 1934: Ich kämpfe für dich (Evelyn Prentice)
- 1935: Palooka from Paducah (Kurzfilm)